# モエイ川
モエイ川（モエイがわ、タイ語: แม่น้ำเมย、ビルマ語:သောင်ရင်းမြစ်）は、ミャンマー・タイ国境 ターク県を源泉とし、南から北に流れる。
メーホンソン県ソップムーイ郡でサルウィン川に合流。